# Thomasia cognata
Thomasia cognata är en malvaväxtart som beskrevs av Ernst Gottlieb von Steudel. Thomasia cognata ingår i släktet Thomasia och familjen malvaväxter. Inga underarter finns listade i Catalogue of Life.